# Ω-6脂肪酸
ω-6脂肪酸（オメガ-シックス しぼうさん、ω−6 fatty acids、Omega-6とも表記）または、n−6脂肪酸（n−6 fatty acids）は、不飽和脂肪酸の分類の一つで、一般に炭素-炭素二重結合がω-6位（脂肪酸のメチル末端から6番目の結合の意味）にあるものを指す。
リノール酸は同じω-6系のγ-リノレン酸やアラキドン酸などへ代謝され、プロスタグランジンE2のような生理物質の材料となる。リノール酸は、ヒトが体内で合成できないため必須脂肪酸であるが、通常の食生活で欠乏することはなく、むしろ摂取しすぎることがある。

## 生合成

必須脂肪酸の代謝経路とエイコサノイドの形成

植物及び微生物中では、ω6位に二重結合を作るΔ12-脂肪酸デサチュラーゼ によりオレイン酸の二重結合を一個増やしてリノール酸を生成することができる。さらに植物及び微生物中では、ω3位に二重結合を作るΔ15-脂肪酸デサチュラーゼ によりリノール酸の二重結合を一個増やしてα-リノレン酸を生成することができる。
ヒトを含む動物は、ステアリン酸からオレイン酸を生成するΔ9-脂肪酸デサチュラーゼを有してはいるものの、Δ12-脂肪酸デサチュラーゼもΔ15-脂肪酸デサチュラーゼもどちらも有していないので、リノール酸もα-リノレン酸もどちらも自ら合成することができない。このため、リノール酸は必須脂肪酸となる。
ω-6脂肪酸の生物学的役割の大部分は、体内の組織で見られる様々な受容体へ結合するn-6エイコサノイドへの変換の仲介である。ω-6脂肪酸からの多数の生理活性物質の生成反応はアラキドン酸から滝のように流れ落ちる如く生成されることからアラキドン酸カスケードと呼ばれる。代表的なω-6脂肪酸であるリノール酸から出発して体内でリノレオイルCoAデサチュラーゼ（Δ6-脂肪酸デサチュラーゼ）によりγ-リノレン酸が生成され、さらにアラキドン酸へ変換される。さらに、このアラキドン酸（20:4（n-6））から変換されて生成される炎症・アレルギー反応と関連した強い生理活性物質であるω-6プロスタグランジン、n-6ロイコトリエン等のオータコイド類は、アテローム性動脈硬化症、喘息、関節炎、血管の病気、血栓症、免疫炎症の過程、腫瘍増殖における過度のω-6作用を抑制する調合薬開発の標的となっている。
n-3とn-6エイコサノイド前駆体の生成について代謝酵素が共通しているために、n-6脂肪酸とn-3脂肪酸とが代謝において競合するため、摂取バランスが重視される。

## 健康
うつ病患者においては、ω-6脂肪酸からアラキドン酸を経て生成される炎症性の生理活性物質であるエイコサノイドのレベルが高いことが示されている。
炎症性のあるロイコトリエンやプロスタグランジンのようなアラキドン酸カスケードの原料であるω-6脂肪酸（リノール酸）を摂り過ぎ、代謝において競合するω-3脂肪酸（α-リノレン酸）の摂取が不足すると、アレルギーが惹起されやすくなるとの報告もある。

## 摂取基準
国際的に脂質を評価しているISSFAL(International Society for the Study of Fatty Acids and Lipids)は、2004年には、必須脂肪酸としての1日あたりのリノール酸の適正な摂取量は全カロリーの2%（4-5g）としている。
日本人の食事摂取基準（2015年版）では、健康な人でのω-6脂肪酸の欠乏症の報告はなく、推定平均必要量を定めるためのデータはなく、目安量が設定され1日10g前後、摂取上限を設定するためのデータもないが過剰摂取した場合にはリスクが考えられる。
日本人が摂取しているω-6脂肪酸のほとんど（98%）はリノール酸である。

## 食品

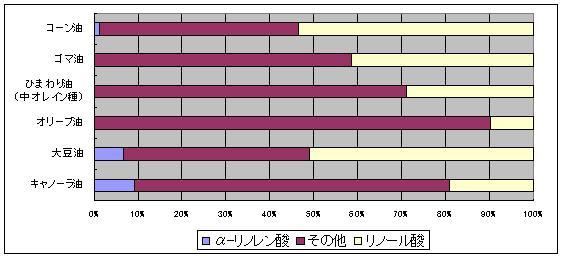
食用油の必須脂肪酸

ω-6脂肪酸は、ベニバナ油、グレープシードオイル、ヒマワリ油、コーン油、大豆油、ゴマ油などの食品に多く含まれている。
概してω-6脂肪酸は多くの食品に豊富に含まれ、一部のバランスの悪い植物油や、現代的な畜産動物にω-3脂肪酸が少ないということが問題になる。必須脂肪酸#バランスに対する食事要因参照。
植物油の脂肪酸組成は植物油の一覧#植物油の脂肪酸組成を参照。

## n−6脂肪酸の一覧
| 慣用名              | 数値表現   | 組織名                          |
| ------------------- | ---------- | ------------------------------- |
| リノール酸          | 18:2 (n−6) | 9,12-オクタデカジエン酸         |
| γ-リノレン酸        | 18:3 (n−6) | 6,9,12-オクタデカトリエン酸     |
| エイコサジエン酸    | 20:2 (n−6) | 11,14-エイコサジエン酸          |
| ジホモ-γ-リノレン酸 | 20:3 (n−6) | 8,11,14-エイコサトリエン酸      |
| アラキドン酸        | 20:4 (n−6) | 5,8,11,14-エイコサテトラエン酸  |
| ドコサジエン酸      | 22:2 (n−6) | 13,16-ドコサジエン酸            |
| ドコサテトラエン酸  | 22:4 (n−6) | 7,10,13,16-ドコサテトラエン酸   |
| ドコサペンタエン酸  | 22:5 (n−6) | 4,7,10,13,16-ドコサペンタエン酸 |
| カレンジン酸        | 18:3 (n−6) | 8E,10E,12Z-オクタデカトリエン酸 |